# 1257 en santé et médecine
| Années de la santé et de la médecine : 1254 - 1255 - 1256 - 1257 - 1258 - 1259 - 1260    |
| Décennies de la santé et de la médecine : 1220 - 1230 - 1240 - 1250 - 1260 - 1270 - 1280 |

Cet article présente les faits marquants de l'année 1257 en santé et médecine.

## Événements

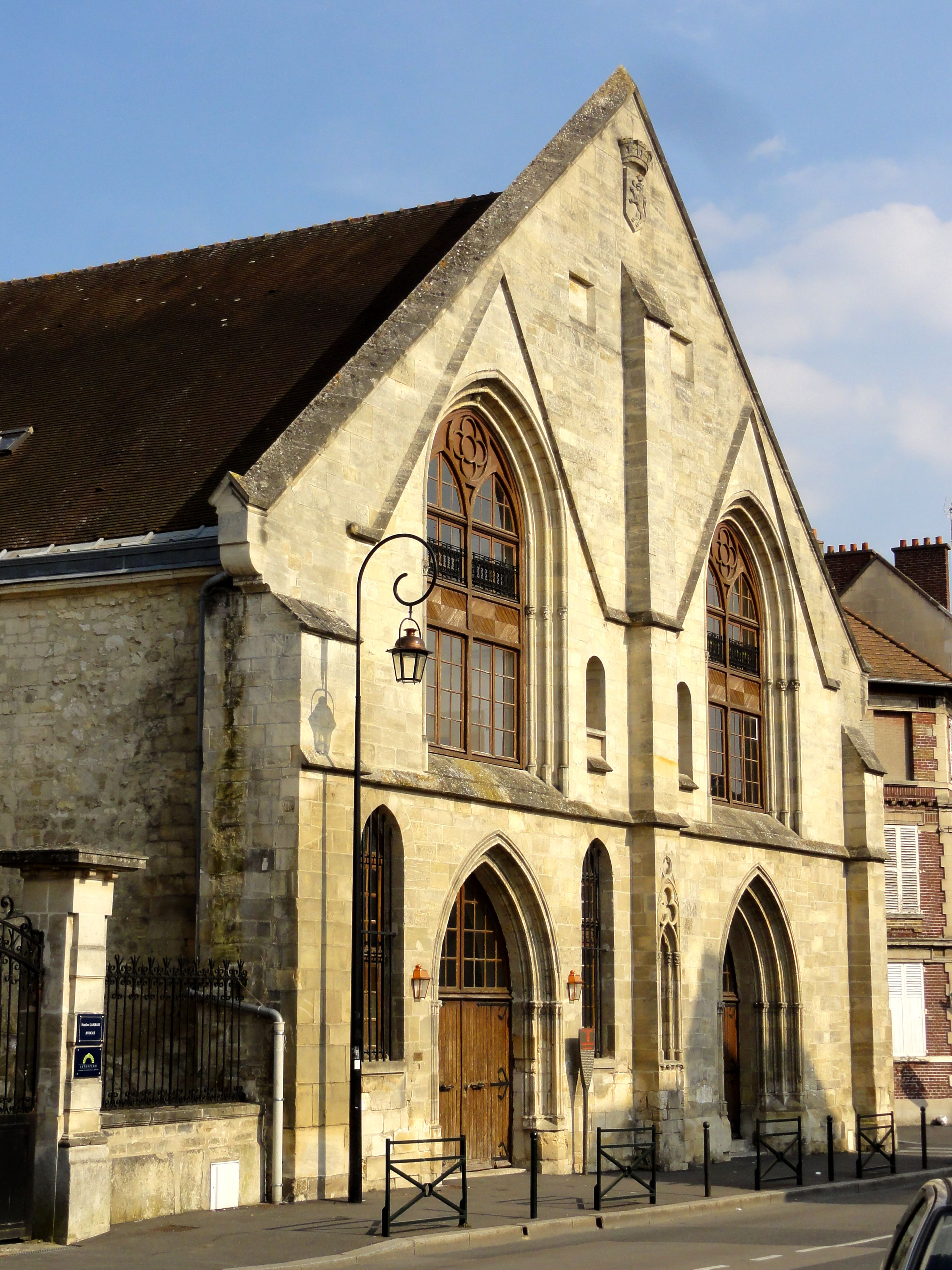
Compiègne
Hôtel-Dieu Saint-Nicolas

- Par un acte tenu pour fondateur de l'hôtel-Dieu de Toulouse, le prieur de Notre-Dame de la Daurade[1] confie à la confrérie Saint-Jacques le bâtiment de l'hôpital Novel, construit entre 1225 et 1227[2].

- Fondation à Pise en Toscane, par le pape Alexandre IV, d'un Ospedale della Misericordia (« hôpital de la Miséricorde ») qui est aux origines de l'actuel hôpital Santa Chiara (it)[3].
- Fondation de l'hôtel-Dieu de Saint-Gilles, dans le Bas-Languedoc, dédié aux « malades  défavorisés  et  [aux]  aliénés » et confié aux Hospitaliers qui conserveront cette charge jusqu’au XVIIIe siècle[4].
- Fondation à Blaye en Guyenne, par Geoffroy V Rudel, seigneur du lieu, d'un hôpital qui est aux origines de l'actuel centre hospitalier de la Haute Gironde[5].
- Refondation par Louis IX de l'hôtel-Dieu Saint-Nicolas de Compiègne[6].
- Pierre d'Aigueblanche, évêque de Hereford, « devenu lourd […], et atteint au nez d'un polype galeux ou frappé d'une espèce de lèpre », se fait soigner à Montpellier[7].

## Publication
- Constantinus Pisanus, médecin, alchimiste et théologien qui aurait étudié à Bologne et Padoue, rédige son  Liber secretorum alchimiae (« Livre des secrets de l'alchimie[8] »).

## Personnalités
- Fl. Ponce de Alzona, médecin et chapelain de Pietro Capocci, cardinal-diacre de Saint-Georges du Vélabre, chanoine de Narbonne[9].
- Fl. G de Viridario, médecin, témoin d'un acte passé à Alès[10].
- Avant 1257 : fl. Richard, barbier, et Seincardus, médecin, l'un et l'autre à Courville, dans le diocèse de Reims[9].
- Vers 1257-1260 : fl. Geoffroi de Plorgaznou, médecin à Plourivo, en Bretagne[10].
- 1257-1303 : fl. Guillaume de Collogrières, médecin ; en 1257, assiste Guillaume Ribot, évêque de Vence, dans sa dernière maladie à l'abbaye Saint-Victor de Marseille[10].

## Décès
- 1257 ou 1258 : Nicholas Farnham (né à une date inconnue), médecin et homme d'Église anglais[9],[11].